# 富士24時間レース

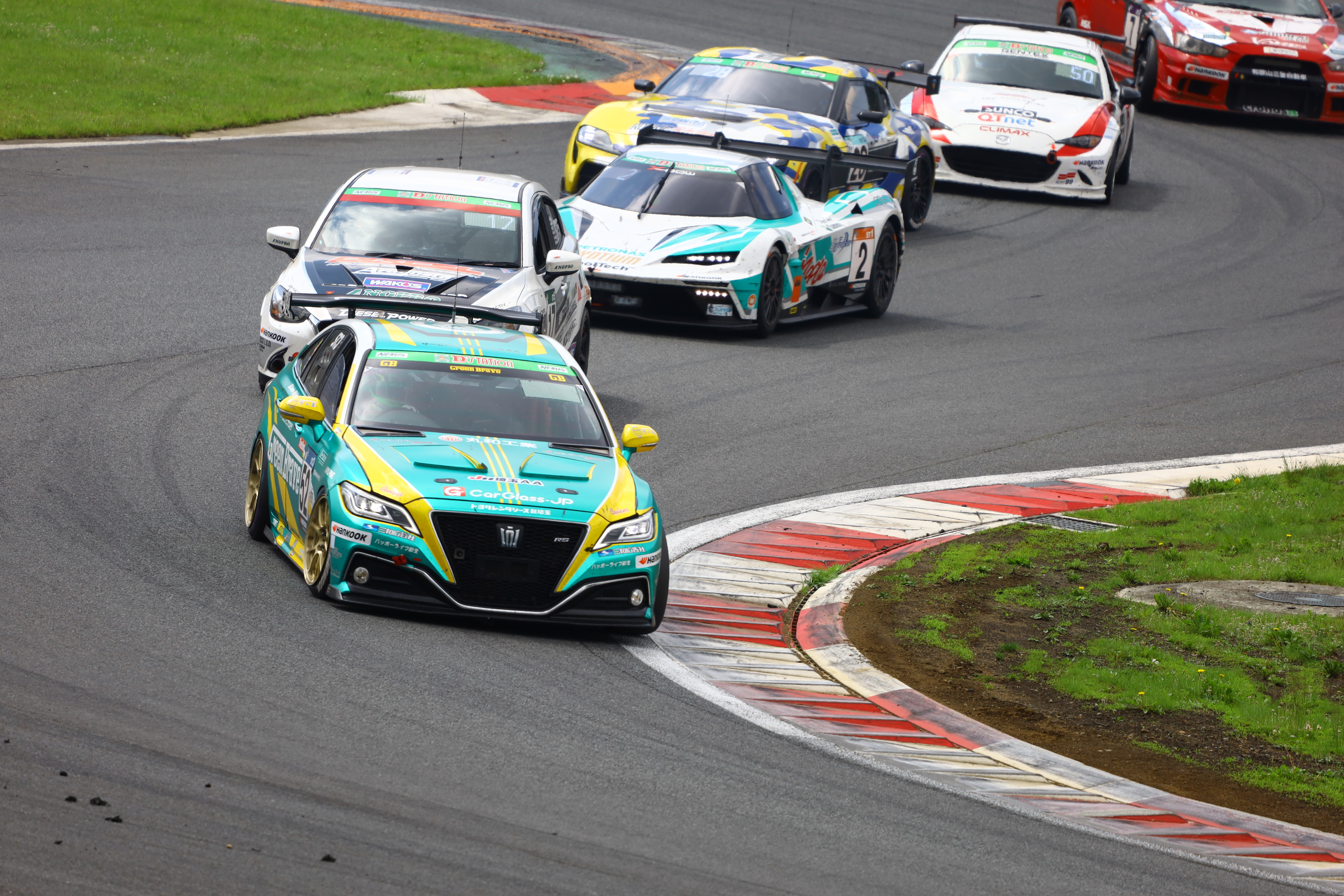
2021年の富士24時間レース、様々なクラスの車両が混走している場面

富士24時間レース（ふじにじゅうよじかんれーす）とは、富士スピードウェイにて自動車で行われる日本の耐久レース。

## 概要
1967年4月にOCCとFISCOクラブの運営の元、日本初の24時間耐久レースとして開催された。また世界的に見てもル・マン、スパ・フランコルシャン、デイトナに次ぐ4番目の24時間レースであった。スタートはマシンにドライバーがダッシュして乗り込む「ル・マン式」が採用された。レースは濃霧に見舞われ、完走台数は33台中20台であった。また同年12月には富士12時間レースも開催されている。
しかしその後の24時間レースは翌1968年3月の一度きりで、富士の耐久はインターTECのようなセミ耐久やSUPER GTの500kmレース、WEC（FIA 世界耐久選手権）の6時間レースに留まっていた。
最後の開催から50年が経過した2017年、富士スピードウェイは消音器の使用などを条件に近隣住民の理解を取り付け、2018年にスーパー耐久の一戦として富士SUPER TEC24時間の名でこのレースを復活させた。日本の24時間レースとしては、十勝24時間レース以来10年ぶりの開催となる。また「SUPER TEC」の名称は、かつて富士で行われていた国際格式レース「インターTEC」の名称を引き継いだものである。
決勝の様子はJ SPORTSやYouTubeのスーパー耐久公式アカウントでライブ配信される。
富士スピードウェイはメインスタンド以外に座席が無いことや、パドックエリア以外に火気使用の制限が無いことから、テントを持ち込みバーベキューに興じる観客が非常に多い。また一部の駐車場は車とキャンプスペースをセットとして予約販売される。

## レギュレーション
基本的にはスーパー耐久シリーズのレギュレーションに基づくが、ドライバーはE/Fの2名が追加され、最大6人での走行が可能。ただしE/Fドライバーに関してはナイトセッションでの走行が出来ない。ST-X、Z、TCRのジェントルマンドライバーの最低周回規定、プラチナドライバーの最高周回規定もそのまま適用される。
騒音対策のため、排気音を規制値以下に抑える必要がある。また夜間走行に備えて光るカーナンバーパネルを装着する他、最も速いST-Xクラスは黄色のヘッドライトの装着が認められ、最も遅いST-5クラスはリアにLEDの装着が義務付けられている。メインストレートでは遅い方の車が左をキープ、速い方の車は右から抜く事が推奨されている。
決勝レース中は「メンテナンスタイム」と呼ばれる、レーススタートから20時間後までに1回、10分間以上のピット作業を行うことが義務付けられている。この制度はトラブル発生時の修理作業で消化する事も可能。
その他ほとんどはスーパー耐久の規則に準ずる。例えばウェイトハンデは適用されており、ポイントは通常の2倍獲得できる。
2021年、スーパー耐久にST-Qクラスが新設され、それに伴いトヨタ・カローラスポーツの水素燃料エンジン搭載車両が参戦することから、ピット棟のストレートエンド側の駐車スペースに水素運搬トラックから水素を補給するための臨時水素ステーションが設けられた。

## 総合優勝者
| 年     | チーム                               | ドライバー                                       | 車種                         | クラス | 周回数 | シリーズ     |
| ------ | ------------------------------------ | ------------------------------------------------ | ---------------------------- | ------ | ------ | ------------ |
| 1967年 | トヨタ・モータースポーツ・クラブ     | 細谷四方洋 大坪善男                              | トヨタ・2000GT               | S2     | 537周  |              |
| 1968年 | スポーツカー・クラブ・オブ・ニッサン | 板谷亨 寺西孝利                                  | 日産・フェアレディ2000       | GT2    | 512周  |              |
| 2018年 | GTNET MOTOR SPORTS                   | 浜野彰彦 星野一樹 藤波清斗 安田裕信 スン・ジェン | 日産・GT-R NISMO GT3(MY2015) | ST-X   | 759周  | スーパー耐久 |
| 2019年 | GTNET MOTOR SPORTS                   | 浜野彰彦 星野一樹 藤波清斗 平峰一貴              | 日産・GT-R NISMO GT3(MY2015) | ST-X   | 801周  | スーパー耐久 |
| 2020年 | Mercedes-AMG Team HIRIX Racing       | 山脇大輔 高木真一 ショウン・トン 根本悠生        | メルセデスAMG・GT3 Evo       | ST-X   | 528周  | スーパー耐久 |
| 2021年 | TEAM DAISHIN                         | 大八木信行 青木孝行 藤波清斗 坂口夏月            | 日産・GT-R NISMO GT3(MY2018) | ST-X   | 763周  | スーパー耐久 |
| 2022年 | HELM MOTORSPORTS                     | 鳥羽豊 平木湧也 平木玲次 ショウン・トン          | 日産・GT-R NISMO GT3(MY2018) | ST-X   | 760周  | スーパー耐久 |
| 2023年 | 中升 ROOKIE Racing                   | 鵜飼龍太 蒲生尚弥 平良響 片岡龍也                | メルセデスAMG・GT3 Evo       | ST-X   | 730周  | スーパー耐久 |
| 2024年 | 中升 ROOKIE Racing                   | 鵜飼龍太 ジュリアーノ・アレジ 蒲生尚弥 片岡龍也  | メルセデスAMG・GT3 Evo       | ST-X   | 773周  | スーパー耐久 |
| 2025年 | TKRI                                 | DAISUKE 片岡龍也 奥本隼士 中山友貴 元嶋佑弥      | メルセデスAMG・GT3 Evo       | ST-X   | 572周  | スーパー耐久 |

- 1967・1968年の周回数は当時のコースレイアウト上の数字。